# Jong Ajax
Jong Ajax (celým názvem: Amsterdamsche Jong Football Club Ajax) je nizozemský fotbalový klub, který sídlí v Amsterdamu v provincii Noord-Holland. Jedná se o rezervní tým Ajaxu. Založen byl v roce 1900. V letech 1992–2013 se mužstvo účastnilo nejvyšší soutěže pro rezervní týmy zvané Beloften Eredivisie. V této soutěži zvítězilo celkem osmkrát. Od sezóny 2013/14 působí v Eerste Divisie (2. nejvyšší soutěž).
Své domácí zápasy odehrává na stadionu Sportpark De Toekomst s kapacitou 2 250 diváků.

## Získané trofeje
- Beloften Eredivisie ( 8x )
  - 1993/94, 1995/96, 1997/98, 2000/01, 2001/02, 2003/04, 2004/05, 2008/09
- KNVB beker beloften ( 3x )
  - 2002/03, 2003/04, 2011/12

## Umístění v jednotlivých sezonách
Stručný přehled
Zdroj:
- 2013– : Eerste Divisie

Jednotlivé ročníky
Zdroj:
Legenda: Z - zápasy, V - výhry, R - remízy, P - porážky, VG - vstřelené góly, OG - obdržené góly, +/- - rozdíl skóre, B - body, červené podbarvení - sestup, zelené podbarvení - postup, fialové podbarvení - reorganizace, změna skupiny či soutěže
| Nizozemsko (2013 – ) |                |        |    |    |    |    |    |    |     |    |        |
| Sezóny               | Liga           | Úroveň | Z  | V  | R  | P  | VG | OG | +/- | B  | Pozice |
| 2013/14              | Eerste Divisie | 2      | 38 | 15 | 5  | 18 | 57 | 72 | -15 | 50 | 14.    |
| 2014/15              | Eerste Divisie | 2      | 38 | 12 | 11 | 15 | 64 | 67 | -3  | 47 | 12.    |
| 2015/16              | Eerste Divisie | 2      | 36 | 13 | 11 | 12 | 59 | 57 | +2  | 50 | 9.     |
| 2016/17              | Eerste Divisie | 2      | 38 | 23 | 7  | 8  | 93 | 54 | +39 | 76 | 2.     |
| 2017/18              | Eerste Divisie | 2      | 42 |    |    |    |    |    |     |    |        |